# Рєпнін-Фомін Флор Пилипович
Флор Пилипович Рєпнін-Фомін (1788, станиця Черкаськ-на-Дону — 1857) — російський та український живописець.

## Біографія
Народився 1788 року на станиці Черкаськ-на-Дону. У 1802 році закінчив Петербурзьку академію мистецтв. В 1803 році подорожував по Дону і Дніпру. В 1804–1815 роках викладав у Катеринославській гімназії, у 1815–1838 роках — у Харківському університеті. Помер у 1857 році.

## Творчість

«Портрет М. Мизька»

Працював у галузі тематичної картини й портрета:
- «Вигнання з храму» (1800);
- «Смерть Сократа» (1802);
- «Втеча святого сімейства до Єгипту» (1802);
- «Василиса Мелентіївна» (1802–1804);
- «Смерть Гостомисла» (1802–1804);
- «Портрет М. Мизька» (1807, Дніпропетровський художній музей);
- ескіз до картини «Звернення Мініна до новгородців» (1807, Дніпропетровський художній музей).